# Corail (couleur)
Pour les articles homonymes, voir Corail (homonymie).

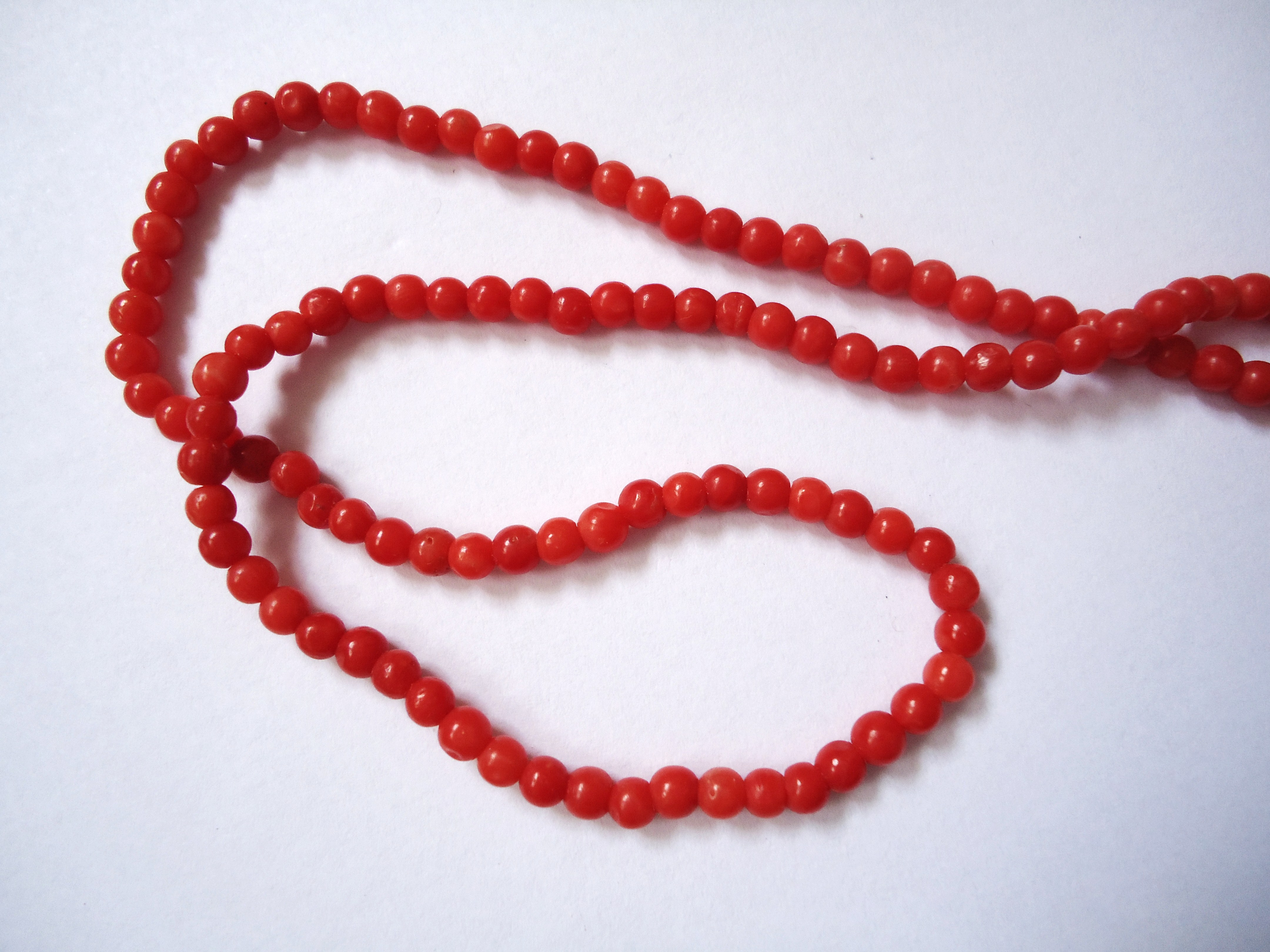
Perles de corail rouge.

Corail est un nom de couleur qui renvoie à celle du corail rouge utilisé en joaillerie, un rouge ou un orange vif défini assez lâchement, comme son synonyme vermeil.
Le  nuancier RAL indique RAL 3016 rouge corail.
Dans les nuanciers commerciaux, on trouve en encres et peintures pour les beaux-arts 655 rouge corail, 082 corail ; en peinture pour la décoration, corail 1, corail 8, tulle corail 1, corail ; en fil à broder 351 corail.
Corail est également un des noms de couleur retenus pour décrire l'apparence des vins rosés de Provence.

## Histoire

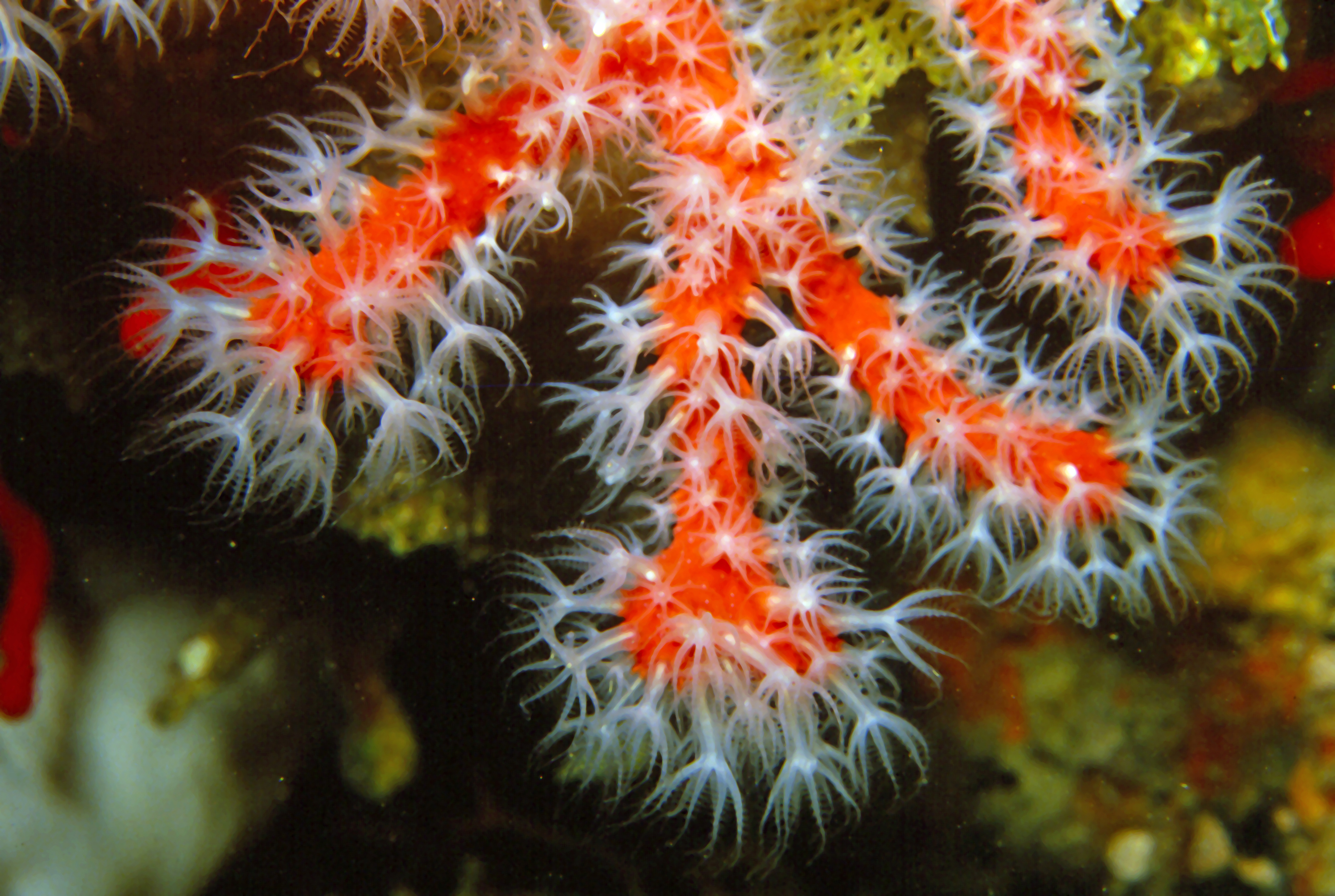
Branche de corail rouge de Méditerranée.

Il existe des coraux blancs, noirs, roses, orangés, rouges ; mais les plus recherchés pour la décoration étant les rouges, la couleur corail désigne plutôt un rouge.
Le Répertoire de couleurs de la Société des chrysanthémistes publié en 1905 donne quatre nuances de Rouge corail, progressant en clarté et en coloration, « couleur la plus ordinaire du corail », avec comme synonymes anglais notables « pale scarlet, salmon pink » (écarlate pâle, rose saumon).

## Couleur du Web
Les concepteurs des noms de couleur X11, repris largement dans les noms de couleur du Web, ont associé le mot-clé coral à un code informatique donnant un orange un peu pâle.